# Xinjiang Flying Tigers
El Xinjiang Flying Tigers (en chino, 新疆广汇飞虎) también conocido como Xinjiang Gyang Hui Flying Tigers es un equipo de baloncesto chino con sede en la ciudad de Ürümqi, en la región de Xinjiang, que compite en la Chinese Basketball Association (CBA). Disputa sus partidos en el Xinjiang Sports Center, con capacidad para 6000 espectadores.

## Historia
En 1999, la Oficina de Deportes de la Región Autónoma Uigur de Xinjiang y Xinjiang Guanghui Industrial Investment (Group) Co., Ltd. fundaron conjuntamente el Xiinjiang Guanghui Flying Tigers Club (abreviado como «Xinjiang Guanghui»).
En 2000, en la Liga Nacional de Baloncesto Masculino de Segunda División, Xinjiang Guanghui, bajo la dirección del entrenador Chen Daohong, ascendió a la Primera División B con un récord de seis victorias en seis partidos. En 2001, el equipo masculino de baloncesto Guanghui, bajo la dirección de Chen Baoshan, emprendió el camino hacia la liga A. En diciembre de 2001, Jiang Xingquan se convirtió en entrenador de Xinjiang. El 12 de julio de 2002, el equipo de Xinjiang arrasó a Shandong en la final de la liga B y ascendió a la liga masculina de baloncesto de primera división (CBA).
En su debut en la CBA en la temporada 2002-03, los Xinjiang Flying Tigers finalizaron cuartos con un balance de 15 victorias y 11 derrotas, aunque fueron eliminados en los playoffs por 1-3 ante los Beijing Ducks. En aquel entonces, contaban con la formación conocida como los «Tres Mosqueteros de Tianshan», integrada por Xu Guochong, Gong Daming y Gong Songlin. En la campaña 2003-04, el club invirtió una elevada suma para fichar a la estrella de la liga Xue Yuyang y sumó también a Lu Xiaoming y Coleman, cerrando la fase regular en quinta posición con 13 victorias y 12 derrotas, pero cayendo en los playoffs tras perder dos de tres partidos contra los Jilin Northeast Tigers. Para la temporada 2004-05, con Jiang Xingquan dirigiendo a la selección nacional, el equipo contrató al entrenador taiwanés Qiu Dazong, aunque los malos resultados llevaron a un cambio temporal de mando, pasando a ser dirigido por Wang Fei y Wu Xinshui. Además, ese año coincidió con la primera aplicación del nuevo sistema de competición de la CBA, que incrementó drásticamente el número de partidos; ante estas dificultades, el equipo cerró la temporada en séptimo lugar.
En la temporada 2005-06, con Wang Fei asumiendo oficialmente la dirección técnica, los Xinjiang Flying Tigers incorporaron a los internacionales Shan Tao, Jin Lipeng y Liu Tie. Un año después, en la 2006-07, el club realizó una fuerte inversión para fichar a Mengke Bateer y recuperar al entrenador Jiang Xingquan, lo que marcó un punto de inflexión en su desarrollo, iniciando un crecimiento sostenido que lo consolidaría como uno de los equipos más competitivos de la liga. En la campaña 2007-08, alcanzaron el segundo puesto con un balance de 26 victorias y 4 derrotas, pero una sanción de la CBA por la alineación indebida del jugador extranjero Guan Xiuchang provocó la anulación de 18 triunfos, relegándolos al undécimo lugar y dejándolos fuera de los playoffs. En la temporada 2008-09, con los fichajes de Xirelijiang y Kelanbake Makan, el equipo recuperó protagonismo, finalizó segundo en la liga y alcanzó por primera vez la final, donde perdió 1-4 ante los Guangdong Southern Tigers. La historia se repitió en 2009-10, terminando nuevamente en segundo lugar y cayendo 1-4 en la final ante Guangdong. En la 2010-11, con la llegada de Zhang Qingpeng y el reemplazo de los extranjeros por Quincy Douby y James Singleton, los Xinjiang Flying Tigers llegaron a poner en aprietos a Guangdong en la final, pero el tricampeón defensor se impuso 4-2, otorgando a Xinjiang su tercer subcampeonato consecutivo.
En la temporada 2011-12, los Xinjiang Flying Tigers ficharon a Bob Donewald Jr., entonces exitoso entrenador de la selección china, y contrataron a Patty Mills para sustituir al lesionado Quincy Douby. Sin embargo, los cambios no dieron el resultado esperado, y tanto Mills como el entrenador abandonaron el equipo, que volvió a estar dirigido por Jiang Xingquan. Con un balance de 19 victorias y 13 derrotas, finalizaron cuartos y cayeron ante Guangdong en semifinales. En la 2012-13, Cui Wanjun asumió el banquillo y repitieron la cuarta posición con 21 victorias y 11 derrotas. La temporada 2013-14 marcó el inicio de la reconstrucción, con la salida de los veteranos Bateer y Xu Guochong y el ascenso de jóvenes como Xirelijiang, Kelanbaike y Yu Changdong. En 2014, Zhou Qi se incorporó al equipo, pero también se marcharon los extranjeros Lester Hudson y James Singleton, así como el técnico Cui Wanjun, siendo reemplazado por Gao Shumin; en la 2014-15, el equipo cerró noveno con 25 victorias y 13 derrotas. En la 2015-16, con el entrenador campeón Li Qiuping al mando y un plantel liderado por Zhou Qi, Xirelijiang, Kelanbake, Yu Changdong y Li Gen, Xinjiang firmó una gran fase regular con 30 victorias y 8 derrotas, finalizando segundo; en playoffs, vencieron 3-1 a Pekín pero fueron eliminados 0-3 por los Sichuan Blue Whales.
En el draft de la NBA de 2016, Zhou Qi fue seleccionado en la segunda ronda, en el puesto 43, por los Houston Rockets. Ese mismo año, en la final de la FIBA Asia Champions Cup, los Xinjiang Flying Tigers derrotaron 96-88 al Al-Riyadi de Líbano, logrando su primer título oficial desde su ascenso a la CBA en 2002 y convirtiéndose en el primer equipo chino en 18 años en ganar el torneo. En la temporada 2016-17, el equipo experimentó varios cambios: salieron Bryce Cotton, Su Wei y Liu Wei, mientras que llegaron Darius Adams, Luo Xudong y Sun Tonglin. Con un excelente balance de 32 victorias y 6 derrotas, terminaron primeros en la liga y avanzaron a los playoffs, donde vencieron 3-1 a los Shandong Golden Stars en primera ronda y 4-1 a su gran rival, los Liaoning Flying Leopards, en semifinales. En la final ante Guangdong Southern Tigers, Xinjiang se impuso en los cuatro partidos, conquistando su primer campeonato de la CBA tras cinco finales disputadas y convirtiéndose en el sexto club en la historia de la liga en lograrlo. Adams, con promedios de 34,8 puntos, 4,8 rebotes, 7 asistencias y 3 robos por partido, fue nombrado MVP de la final. El 30 de septiembre de 2017, en la FIBA Asia Champions Cup celebrada en Chenzhou (Hunan), Xinjiang alcanzó nuevamente la final, pero cayó 59-88 ante el Al-Riyadi, quedándose sin poder revalidar el título.
Entre 2017 y 2022, los Xinjiang Flying Tigers vivieron una etapa de altibajos. En 2017-18, con 25 victorias y 13 derrotas, fueron eliminados por Guangdong y finalizaron sextos. En 2018-19 mejoraron a 33-13 y alcanzaron la final, pero cayeron 0-4 ante Guangdong, quedando subcampeones. El 22 de septiembre de 2019 ganaron la Copa de Campeones China-Europa (2-1), con Abudushalamu como MVP. En 2019-20 firmaron un 36-10 en liga, pero fueron eliminados 0-2 por Liaoning en semifinales. En 2020-21 terminaron cuartos (34-20) y cayeron 0-1 ante Shandong en playoffs. En 2021-22 lograron un récord histórico de 53 asistencias en un partido (145-116 a Fujian), pero cerraron la fase regular con 18-20, quedando 14.º y, por primera vez desde 2014-15, fuera de los playoffs.
En la temporada 2022-23, el 24 de mayo de 2022, los Xinjiang Flying Tigers obtuvieron el tercer puesto en el sorteo de la lotería del draft de la CBA de 2022. En julio de 2022, Huang Rongqi firmó con Xinjiang. El 24 de julio, en el draft de la CBA de 2022, Xinjiang seleccionó en tercera posición de la primera ronda a Fan Huilong, procedente de la Universidad de Ningbo. El 24 de agosto, Xinjiang anunció el fichaje del jugador extranjero Pierre Jackson. El 25 de agosto, los Xinjiang Flying Tigers anunciaron que Tacko Fall representaría al equipo en la nueva temporada, tras firmar un contrato de un año. En la temporada 2022-23, los Xinjiang Flying Tigers terminaron la temporada regular con 20 victorias y 22 derrotas, quedando en el puesto 11. Una vez más, no logró clasificarse para los playoffs.
En la temporada 2023-24, el 6 de julio de 2023, Wu Guanshi se unió a los Xinjiang Flying Tigers. El 18 de agosto, Zhao Rui se unió al club de baloncesto Xinjiang Guanghui. El 24 de agosto, los Xinjiang Flying Tigers firmaron un contrato con Dominic Jones. El 17 de septiembre, en la final masculina de la Liga Nacional de Baloncesto Juvenil Sub-19, los Xinjiang Flying Tigers vencieron al Qingdao Guoxin Haitian por 76-55 y se proclamó campeón con un récord de seis victorias en seis partidos. Tras el partido, el entrenador de los Xinjiang Flying Tigers, Wang Jianmin, fue nombrado mejor entrenador, y Qu Xiaoyu fue nombrado jugador más valioso.
En enero de 2024, Xinjiang y los Guangzhou Loong Lions realizaron un intercambio de jugadores: Li Yanze y Wang Quanze se unieron al equipo de Xinjiang, mientras que Yu Xiaohui y Yili Fulaati se unieron al equipo de Guangzhou. En febrero, el equipo de Xinjiang canceló el registro del jugador extranjero Tana Groves. En marzo, los Xinjiang Flying Tigers firmaron un contrato con Mitch Creek. El 26 de abril, en el cuarto partido de la segunda ronda de los playoffs de la CBA, los Xinjiang Flying Tigers vencieron por 93-71 a los Guangzhou Loong Lions, avanzando con un marcador global de 3-1 a las semifinales. El 9 de mayo, en el cuarto partido de las semifinales de los playoffs de la CBA, los Xinjiang Flying Tigers vencieron por 108-95 a los Zhejiang Golden Bulls, eliminando a su rival con un marcador global de 3-1 y avanzando a la final, la séptima vez en la historia de los Xinjiang Flying Tigers que llegaron a la final. El 22 de mayo, en el cuarto partido de la final de la CBA de la temporada 2023-24, los Xinjiang Flying Tigers perdieron por 95-104 en casa ante Liaoning, quedando subcampeones con un marcador global de 0-4.
En la temporada 2024-25, el 19 de agosto de 2024, Quentin Peterson anunció su fichaje por los Xinjiang Flying Tigers. El 29 de agosto, Yu Dehao fue traspasado fuera del equipo. En septiembre, los Xinjiang Flying Tigers firmaron un contrato con Derrick Lawson.
La noche del 23 de enero de 2025, en la temporada regular de la CBA, los Xinjiang Flying Tigers vencieron a los Jilin Northeast Tigers por 137-120, asegurándose la clasificación para los playoffs con 12 jornadas de antelación. En febrero, Robert Edwards y Sindarius Sweeney se unieron a los Xinjiang Flying Tigers; Quentin Peterson fue descartado. En los cuartos de final de la Copa de Clubes de la CBA, los Xinjiang Flying Tigers vencieron por 102-83 a los Zhejiang Golden Bulls, pasando a semifinales; en semifinales, los Xinjiang Flying Tigers vencieron por 105-89 a los Shanxi Loongs, pasando a la final; en la final, los Xinjiang Flying Tigers perdieron por 80-89 ante los Shanghai Sharks, quedando en segundo lugar. En marzo, Montrezl Harrell se unió a los Xinjiang Flying Tigers; en la última ronda de la temporada regular de la CBA, los Xinjiang Flying Tigers vencieron por 85-81 a los Beijing Ducks en casa, quedando en quinto lugar en la temporada regular. En abril, en la segunda ronda de los playoffs de la CBA, los Xinjiang Flying Tigers vencieron por 113-108 al equipo masculino de baloncesto de Tongxi, avanzando a los cuartos de final con un marcador de 2-0. El 18 de abril, los Xinjiang Flying Tigers perdieron por 79-101 en casa contra los Liaoning Flying Leopards, quedando fuera de los cuartos de final de los playoffs con un marcador global de 0-3.

## Plantilla actual
| Nº | Nac.                                  | Jugador         | Posición  | Alt. |
| -- | ------------------------------------- | --------------- | --------- | ---- |
| 45 | Bandera de España                     | Alberto Alarcón | Alero     | 2,05 |
| 43 | Bandera de Canadá · Bandera de Panamá | Juan Mendez     | Alero     | 2,02 |
| 55 | Bandera de la República Popular China | Xu Guochong     | Escolta   | 1,98 |
| 9  | Bandera de la República Popular China | Mengke Bateer   | Pívot     | 2,10 |
| 8  | Bandera de la República Popular China | Mu Lati         | Alero     | 1,96 |
| 32 | Bandera de la República Popular China | Mai Wulan       | Pívot     | 2,05 |
| 12 | Bandera de la República Popular China | Xue YuYang      | Ala-Pívot | 2,12 |
| 35 | Bandera de la República Popular China | Han Lei         | Base      | 1,92 |
| 41 | Bandera de la República Popular China | Wu Long         | Alero     | 1,98 |
| 15 | Bandera de la República Popular China | Li Pengfei      | Alero     | 2,03 |
| 11 | Bandera de la República Popular China | Ma Kan          | Alero     | 1,96 |
| 20 | Bandera de la República Popular China | Co Tal          | Base      | 1,91 |
| 23 | Bandera de Estados Unidos             | Al Jefferson    | Ala-Pívot | 2,08 |

## Palmarés
- CBA

Campeón (1): 2016-17
Finalista (4): 2008-09, 2009-10, 2010-11, 2013-14

## Jugadores destacados
| - Mengke Bateer - Xue Yuyang - Juan Mendez - Xu Guochong | - David Jackson - Isaac Austin - Alton Ford - Corey Benjamin - Quincy Douby |